# Barnave
Barnave – miejscowość i gmina we Francji, w regionie Owernia-Rodan-Alpy, w departamencie Drôme.
Według danych na rok 1990 gminę zamieszkiwało 125 osób, a gęstość zaludnienia wynosiła 10 osób/km² (wśród 2880 gmin regionu Rodan-Alpy Barnave plasuje się na 1496. miejscu pod względem liczby ludności, natomiast pod względem powierzchni na miejscu 939.).

## Populacja

Populacja Barnave w latach 1962–2008